# Elmer S. Riggs
Elmer Samuel Riggs (Trafalgar, 23 de janeiro de 1869 - Sedan, 25 de março de 1963), foi um paleontologista dos Estados Unidos da América.
Riggs descobriu o primeiro Braquiossauro, no Colorado, Estados Unidos.